# Colpo di sole (programma radiofonico)
Colpo di Sole è una trasmissione radiofonica di Radio 2, condotta da Marco Ardemagni, Gabriella Greison e Alessandro Mannucci.
La prima puntata del programma è andata in onda il 1 agosto 2016 e ha seguito per tutta l'estate gli eventi più importanti e le Olimpiadi di Rio 2016, i Giochi della XXXI Olimpiade, e le prime due giornate del Campionato di Calcio di Serie A. 
Il canovaccio della trasmissione si basa sulla capacità del trio di conduttori di interpretare con ironia le principali notizie quotidiane invitando i radioascoltatori ad intervenire in diretta per commentarle, e in parallelo viene lanciato il tema del giorno, il cui argomento rispecchia perfettamente lo stile del programma, nonché il sottotitolo: tesi impopolari su temi del tutto irrilevanti. I soprannomi dei tre conduttori sono: Marco Ardemagni, il poeta alla zuava; Gabriella Greison, la fisica bestiale; Alessandro Mannucci, il rocker filo-giappo. Alcuni temi trattati sono stati: la spiaggia è sopravvalutata, gli amori estivi sono sottovalutati, perché sorbirci le vacanze degli altri, perché non ci si dedica alla cucina in agosto, non venite qui, l'estate uccide il buon gusto, no alle vacanze faticose. 
In contemporanea, i tre conduttori si appoggiano ai social network e al web per interagire con gli ascoltatori, e lanciano alcuni video che poi fanno girare in rete sui canali ufficiali della Rai, come ad esempio le Lezioni di Fisica di Gabriella Greison, in cui la conduttrice, che è anche fisica e scrittrice, propone delle lezioni estive di fisica tra dadaismo e scienza applicata, con il sottotitolo: la fisica ti aiuta (anche d'estate). 